# Ananthura ovalis
Ananthura ovalis là một loài chân đều trong họ Antheluridae. Loài này được miêu tả khoa học năm 1925 bởi Barnard.